# Dzietrzychów
Dzietrzychów (deutsch: Dittersbach) ist ein Stadtteil der Großstadt Wałbrzych (Waldenburg) in der Woiwodschaft Niederschlesien in Polen. Es wird heute allgemein mit dem benachbarten Podgórze (deutsch Oberwaldenburg) zusammengefasst und unter dem Namen Podgórze II geführt.

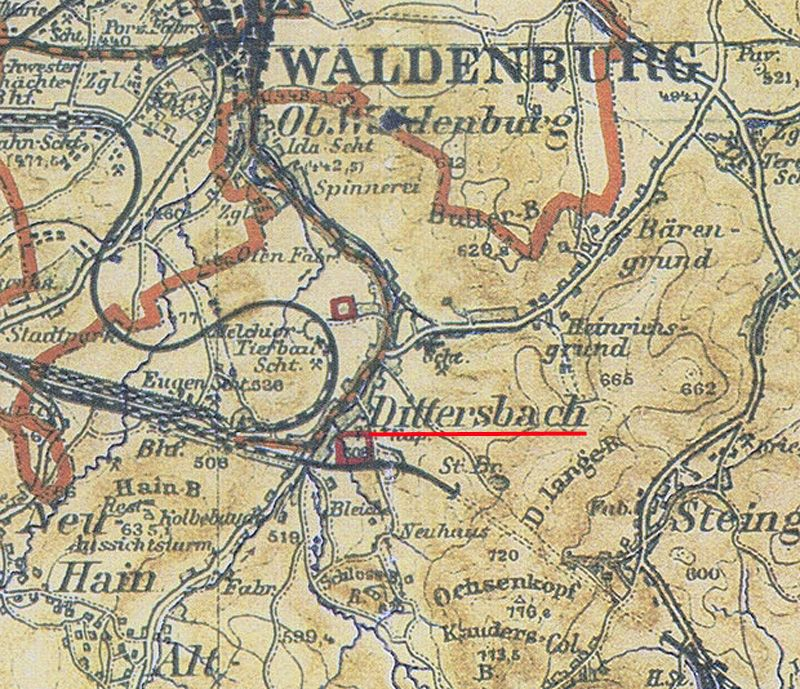
Der Ort auf einer Karte von 1900

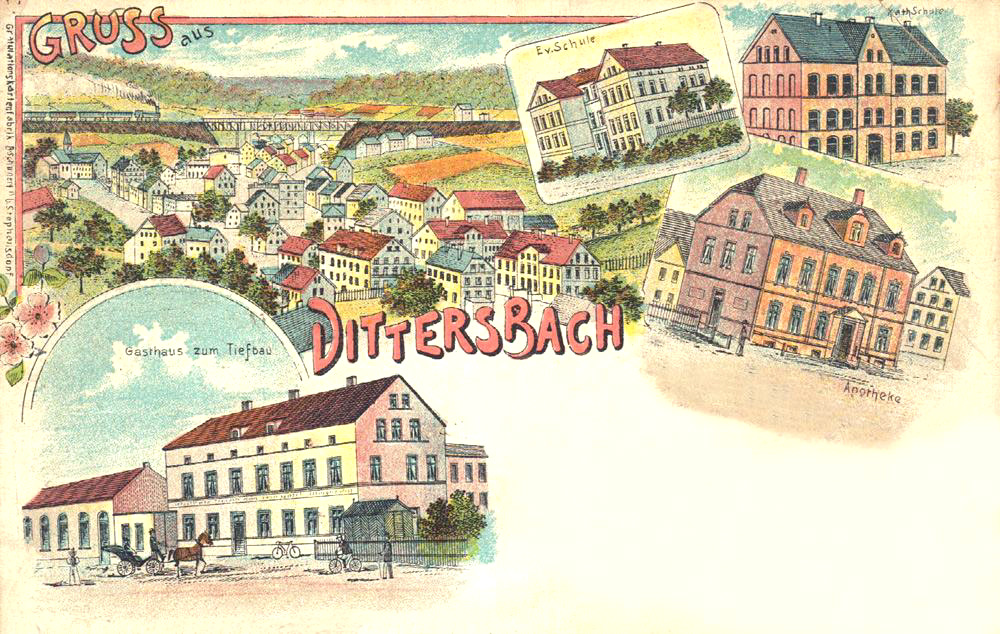
Dittersbacher Grußkarte von 1900

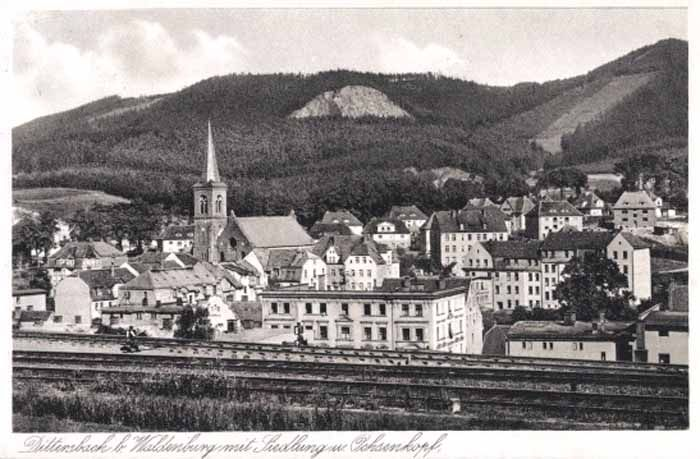
Dittersbach 1929

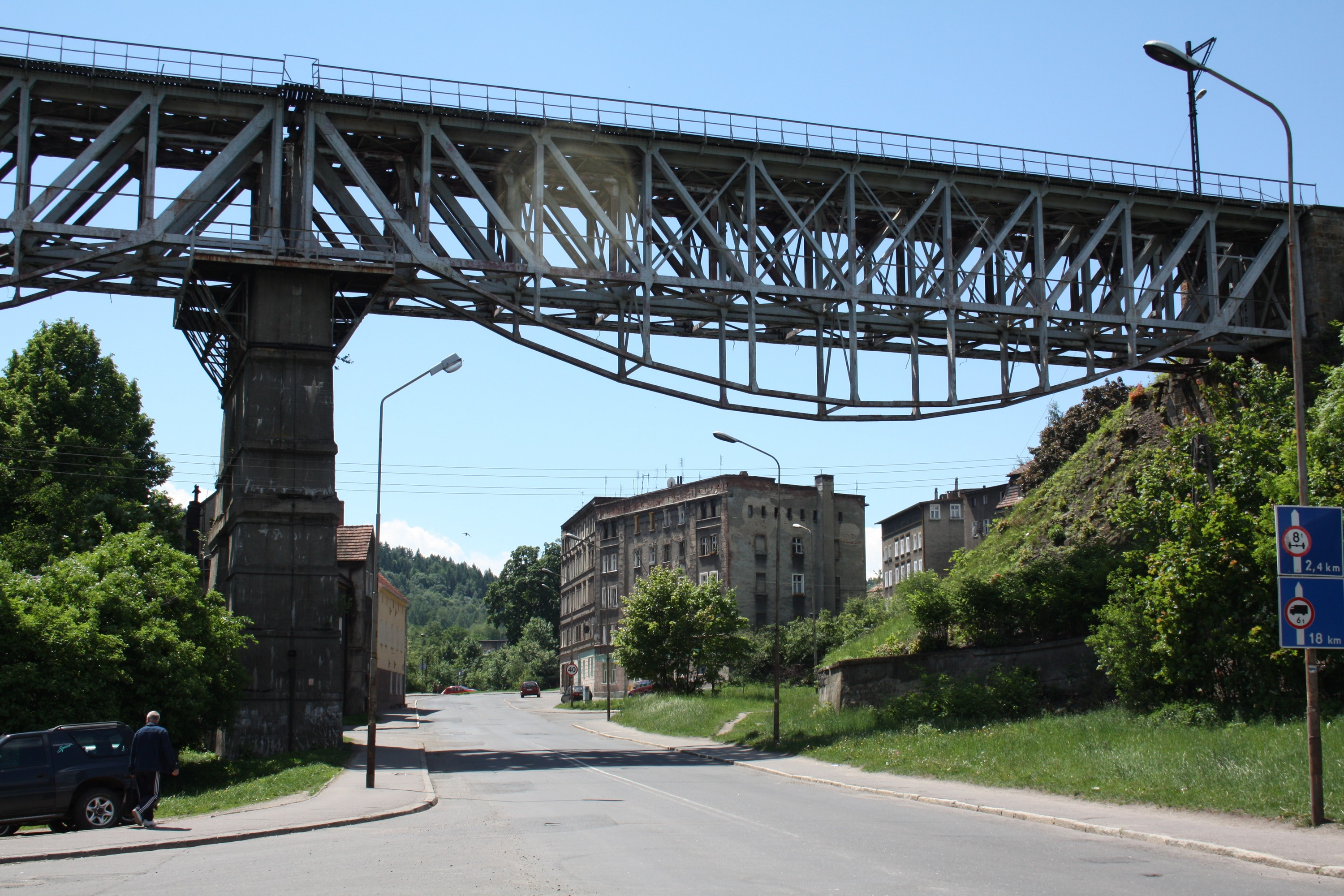
Der Viadukt 2009

## Lage
Dzietrzychów liegt im Waldenburger Bergland etwa zweieinhalb Kilometer südöstlich des Stadtzentrums von Wałbrzych in einer Talweitung des Baches Wylotowa, der im Ort unterirdisch geführt wird. Die Ortsmitte hat eine Höhenlage von 480 m. Die höchsten Erhebungen in der Nähe sind im Südwesten der Hainberg (Barbarka, 635 m) mit der ehemaligen Kolbe-Baude (1945 niedergebrannt) und im Südosten der Ochsenkopf (Góra Wołowiec, 776 m). Näheres s. auch: Topographische Karte Burg Neuhaus.
Nachbarorte von Dzietrzychów sind von Norden beginnend im Uhrzeigersinn Podgórze (Ober-Waldenburg), Rusinowa (Reussendorf), Kamieńsk (Steingrund), Jedlina-Zdrój (Bad Charlottenbrunn mit Lehmwasser), Glinik Stary (Althain), Glinik Nowy (Neuhain), Kuźnice Świdnickie (Fellhammer) und Sobięcin (Hermsdorf).
In Dzietrzychów trifft die Woiwodschaftsstraße 379, von Świdnica (Schweidnitz) kommend, auf die Landesstraße 35, die nach Golińsk (Göhlenau) an der tschechischen Grenze verläuft.
Der Ort ist ein bedeutender Eisenbahnknotenpunkt. Es laufen die Bahnstrecken Zgorzelec–Wałbrzych, Wałbrzych–Kłodzko (beide Strecken bildeten die Schlesische Gebirgsbahn), Wrocław–Wałbrzych und Wałbrzych Szczawienko–Meziměstí zusammen, weshalb der Hauptbahnhof von Waldenburg in Dittersbach errichtet wurde. Der Hauptbahnhof (Wałbrzych Główny), auf über 500 m NN gelegen, hieß bis zum Ende des Zweiten Weltkriegs Waldenburg-Dittersbach. Zu dieser Zeit war der Bahnhof in Dittersbach der zweitgrößte Güterbahnhof Deutschlands. Dem Nahverkehr diente bis in die 1960er Jahre die Waldenburger Kreisbahn.

## Geschichte
Der Ort wurde erstmals 1305 als „Dittrichsbach“ erwähnt. Er gehörte zum Burgbezirk der Burg Neuhaus im Herzogtum Schweidnitz-Jauer. Nach dem Tod des Herzogs Bolko II. 1364 gelangte Dittersdorf zusammen mit dem Herzogtum erbrechtlich an den noch minderjährigen böhmischen König Wenzel, der ein Sohn von Bolkos II. verstorbener Nichte Anna von Schweidnitz war. Allerdings stand Bolkos Witwe Agnes von Habsburg bis zu ihrem Tod 1392 ein Nießbrauch über das Herzogtum zu.
Nach dem Ersten Schlesischen Krieg 1742 gelangte Dittersbach mit dem größten Teil Schlesiens an Preußen. Für das Jahr 1785 sind für Dittersbach belegt: „1 Vorwerk, 1 Schule, 9 Bauern, 28 Gärtner, 75 Häußler, 2 Wassermühlen, 758 Einwohner, worunter 60 Weber“.
1816 wurde Dittersbach in den Landkreis Waldenburg eingegliedert, mit dem es bis 1945 verbunden blieb. 1874 wurde aus den Landgemeinden Dittersbach und Bärengrund der Amtsbezirk Dittersbach gebildet, der 1934 aufgelöst wurde.
Von wirtschaftlicher Bedeutung war neben der Weberei im 19. Jahrhundert der Steinkohlenbergbau. Dadurch stieg die Einwohnerzahl beträchtlich, was teilweise zu einem städtischen Charakter führte. In Dittersbach war die größte Zeche die von 1908 bis 1994 betriebene „Grube Melchior“. Der „Schacht Eugen“ befand sich in der Nähe des Bahnhofes Dittersbach (s. hierzu: Steinkohlenbergwerk Waldenburg). Der Bergbau unter dem Ort verursachte Bergschäden. Im Bereich von Dittersbach kam es zu durchschnittlichen Erdsenkungen von 2,5 bis 3,5 Meter (maximal 8 Meter) und damit zu beträchtlichen Schäden an Gebäuden und Industrieanlagen.
1869 gründete Oskar Gadamer, der Großvater des Philosophen Hans-Georg Gadamer, zusammen mit Carl Jäger die Firma Gadamer & Jäger, einen bedeutenden Hersteller von Zündhölzern. Damals wurde auch einer der größten Bahnhöfe Ostdeutschlands zusammen mit dem 1600 m langen Ochsenkopftunnel und dem Bahnhofsviadukt errichtet.
In der 1905 gegründeten Dittersbacher Verlagsdruckerei „Wenzel Grüßner Erben“ erschien bis zum Ende des Zweiten Weltkrieges die „Dittersbacher Zeitung“ (Nationales Familien-Blatt für Dittersbach und Umgegend).
Um 1900 hatte Dittersbach 9374 Einwohner, 1934 waren es bereits 14.627 Einwohner.
Am 1. April 1934 wurde Dittersbach zusammen mit der benachbarten Landgemeinde Bärengrund und dem Flecken Heinrichsgrund in die Stadtgemeinde und damit in den Stadtkreis Waldenburg eingegliedert.
Als Folge des Zweiten Weltkriegs fiel Dittersbach 1945 wie fast ganz Schlesien an Polen. Die deutsche Bevölkerung wurde, soweit sie nicht schon vorher geflohen war, zum größten Teil vertrieben. Die neu angesiedelten Bewohner waren zum Teil polnische Heimatvertriebene aus Ostpolen, das an die Sowjetunion gefallen war.
Der 2007 aufgeführte Spielfilm Kleine Tricks des polnischen Regisseurs Andrzej Jakimowski spielt in Dittersbach.

## Persönlichkeiten
- Kurt Deglerk, (* 1879 in Dittersbach; † unbekannt), DNVP-Politiker
- Hermann Stehr (1864–1940), Schriftsteller, wirkte zehn Jahre als Lehrer in Dittersbach
- Richard Lange (Politiker, 1881) und Kaufmann, wirkte in Dittersbach
- Karl Becker (Politiker, 1896) und Gewerkschafter, wirkte in Dittersbach

## Sehenswürdigkeiten
- Der Eisenbahn-Viadukt der Bahnstrecke Wałbrzych–Kłodzko, in dessen Nähe Polens längster Eisenbahntunnel, der Ochsenkopftunnel (1601 m), beginnt und in Steingrund endet. Dieser Tunnel besaß auch Bedeutung im Zusammenhang mit dem Projekt Riese.[7]
- Die Ruine der Burg Neuhaus etwa 1,3 km südlich des Ortszentrums auf einer bewaldeten Kuppe, dem Schlossberg (Zamkowa Góra).[8]